# Sue Novara
Sue Novara (Flint, 22 november 1955) is een wielrenner uit Verenigde Staten van Amerika.
Novara begon met schaatsen, maar stapte later over op wielrennen.
In 1982 werd Novarra Amerikaans kampioen op de weg, maar Novarra was meer succesvol op de baan. In 1975 en 1980 werd ze wereldkampioene sprint, en ze werd ook nog enkele maal tweede of derde op de wereldkampioenschappen sprint.
In 1984 stopte Novara, en ging ze werken voor de Amerikaanse wielerbond.